# Corte do Norte (Japão)

As capitais imperiais durante o período capitales imperiales durante el período Nanboku-chō.
- Capital do norte : Kyoto
- Capital do sul: Yoshino.

A Corte do Norte (北朝, Hokuchō), também conhecida por "Pretendentes Ashikaga" ou "Pretendentes do Norte", foram um grupo de seis candidatos ao trono do Japão, que governou entre 1331 e 1392.
As origens da Corte do Norte datam do Imperador Go-Saga que reinou de 1242 a 1246. Go-Saga foi sucedido por dois dos seus filhos, o Imperador Go-Fukakusa e o Imperador Kameyama. Os descendentes desses dois competiram entre si pela conquista do trono. Os descendentes de Fukukusa foram referidos como Jimyōin-tō, enquanto que os descendentes de Kameyama ficaram conhecidos por Daikakuji-tō.

## Pretendentes da Corte do Norte
- Imperador Kōgon 1332–1333.[6]
- Imperador Kōmyō 1336–1348.[7]
- Imperador Sukō 1348–1351.[8]
- Imperador Go-Kōgon 1352–1371.[9]
- Imperador Go-En'yū 1371–1382.[10]
- Imperador Go-Komatsu 1382–1392 (imperador legítimo 1392–1412)[11]